# Eduardus Josephus Hubertus Borret
Eduardus Josephus Hubertus Borret ('s-Hertogenbosch, 17 augustus 1816 – 's-Gravenhage, 10 november 1867) was een Nederlands politicus.
Borret was een negentiende-eeuwse bestuurder en politicus. Hij was een advocaat-generaal in Maastricht uit een vooraanstaande Bossche familie. Zijn vader Antonius Borret was gouverneur van Noord-Brabant. In de Tweede Kamer behoorde hij als katholiek tot de conservatieven. Hij was dertien jaar staatsraad en werd in het kabinet-Van Zuylen van Nijevelt minister van Justitie. Hij overleed in deze functie.
Borret werd op 15 mei 1856 benoemd tot ridder in de Orde van de Nederlandse Leeuw en werd op 18 november 1866 bevorderd tot commandeur in deze orde. Op 5 maart 1866 werd hij benoemd tot commandeur in de Orde van St. Gregorius de Grote.
Zijn zoon was de jurist, priester en kunstenaar Arnold Borret.
- Biografisch Portaal: 06760162
- International Standard Name Identifier: 0000 0003 8764 8696
- Nederlandse Thesaurus van Auteursnamen: 06989020X
- Parlement.com: vg09lkyhygzs
- Virtual International Authority File: 280656535
- WorldCat: E39PBJkhPCkPkMYR8hhgdJ4Xh3